# Базенска библиотека
Базенска библиотека (енгл. The Swimming-Pool Library) је први  роман британског књижевника Алана Холингхерста (енгл. Alan Hollinghurst) објављен 1988. године. 
Издање на српском језику објавила је издавачка кућа Лагуна 2005. године у преводу Горана Капетановића.

## О аутору
Алан Холингхерст је рођен 1954. године. Године 1993. сврстан је и међу најбоље младе британске романсијере.
Његов први роман је Базенска библиотека; други роман The Folding Star је добио Меморијалну награду Џејмс Тејт Блек, а 1994. ушао је и у ужи избор за Букерову награду; четврти роман, Нит лепоте, добитник је Букерове награде за 2004. годину.
За Times Literary Supplement Алан Холингхерст је радио од 1982. до 1995. године.

## О роману
Роман Базенска библиотека је прича о пријатељству између Вилијама Беквита, младог хомосексуалног аристократе и лорда Нантвича, који трага за својим биографом.
Књига је први британски роман који геј живот смешта у модерно окружење.